# 永倉由季
永倉 由季（ながくら ゆき） は、日本のフリーアナウンサーである。6月7日生まれ。大学を卒業後、CMやドラマ、舞台などで女優として活動。MC企画に所属しフリーアナウンサーに転身。
2020年に退所後、独立。フリーアナウンサーとしてテレビやラジオ番組、ステージ司会、ナレーション、トークショー、コーディネーター、インタビュアーなど幅広く活動中。
ステージ司会の出演は、約2,000ステージ。著名人などとの対談やインタビューは約2,000人。企業動画なども出演中。
また、顔タイプ診断ができる顔タイプアドバイザーの資格を活かして、女性を対象に「魅せ方と伝え方　印象力アップセミナー」やスピーチトレーニングの講師としても活動し、企業や行政、個人に向けて指導をしている。

## 略歴
相愛大学を卒業し、関西地方を拠点に全国で活動をしている。

## 出演番組
- ドラマ30（車いすの金メダル 命みじかく）（毎日放送）
- げんきのもと　リポーター（毎日放送）
- アーバンポリス24（朝日放送）
- 夢のキャンパス最前線（朝日放送）
- たかじん胸いっぱい（関西テレビ放送）
- 痛快!エブリデイ（関西テレビ放送）
- 道のむこうに（関西テレビ放送）
- MONOモノ倶楽部 マイカル頭脳パワー!!（讀賣テレビ放送）
- 恋のから騒ぎ（日本テレビ）
- 「イチオシ！２泊3日の旅」奈良出身フリーアナウンサーとして案内役
- こちら海です（京都放送）
- 京のまち（京都放送）
- 啓裕・聖子のうわさの街Wa!（リポーター）（京都放送）
- 亀岡遊散歩（京都放送）
- ちびっこ大辞典（サンテレビジョン）
- 水曜のきもち（サンテレビジョン）
- らぶかん（サンテレビジョン）
- 岸和田競輪（サンテレビジョン）
- 播州秋祭りシリーズ　リポーター（サンテレビジョン）
- NEWSライン（奈良テレビ放送）
- 馬場章夫のなら!みち見聞録（奈良テレビ放送）
- 好きっぷウォーカー（奈良テレビ放送）
- ドラマティックナイン（奈良テレビ放送）
- 大台ケ原の大自然（奈良テレビ放送）
- テレビ大阪「健康ふれあいネットワーク」キャスター
- OTSU 21（びわ湖放送）
- わがまち 和歌山　広報番組（テレビ和歌山）
- たかはま閃きステーション　福井県高浜町広報番組
- 寺谷一紀の千里の道も一歩一歩（千里ニュータウンFM放送）
- 東大阪市広報番組「虹色ねっとわーく」キャスター
- 「元気ノ国」梅真珠　リポーター
- 熟メン!野村啓司です 月曜日・火曜日担当（ラジオ大阪）